# Русень (Единецкий район)
Русень (рум. Ruseni, Русены, Русяны) — село в Единецком районе Молдавии. Является административным центром коммуны Русень, включающей также село Слободка.

## География
Село расположено на высоте 179 метров над уровнем моря.

## Население
По данным переписи населения 2004 года, в селе Русень проживает 2052 человека (926 мужчин, 1126 женщин).
Этнический состав села:
| Национальность | Число жителей | Процентный состав |
| -------------- | ------------- | ----------------- |
| молдаване      | 2002          | 97.56             |
| украинцы       | 25            | 1.22              |
| русские        | 24            | 1.17              |
| румыны         | 1             | 0.05              |
| Всего          | 2052          | 100%              |